# Pielgrzymówka
Pielgrzymówka – rzeka na Górnym Śląsku, największy dopływ Pietrówki.
Źródło rzeki znajduje się w Knajskim Lesie w Bąkowie, uchodzi do Pietrówki w okolicach Zebrzydowic. W zlewni znajdują się liczne stawy hodowlane m.in. Muroń i Bagno, Młyńszczok, Kisielów, Ploso, Staw Młyńsko, Staw Karpiowiec, Staw Kleszczowiec oraz kaskadowy system Stawów Olszynioków.
Dopływami Pielgrzymówki są lewostronne Jelonka i Pruchnianka oraz prawostronne Bzianka, Ruptawa i Golasowicki Potok.